# Eduardo Zuain
Eduardo Antonio Zuain (La Banda, 4 de noviembre de 1962) es un, diplomático y abogado argentino. 
Fue Vicecanciller (viceministro) y Secretario de Relaciones Exteriores durante el segundo gobierno de Cristina Fernández de Kirchner (2011-2015).

## Biografía, educación, política y diplomacia
Nació en el seno de un hogar que reconoce orígenes en una tradicional familia nativa santiagueña. Cursó sus estudios primarios en la Escuela Normal «Dr. José Benjamín Gorostiaga» de su ciudad y los secundarios en el Colegio Nacional «Absalón Rojas» de la capital de la provincia.
Desde muy joven, y durante el gobierno de facto de Roberto Eduardo Viola de 1981, abrazó la militancia política en Renovación y Cambio, corriente interna de la Unión Cívica Radical, liderada por Raúl Alfonsín, quien luego se convertiría en presidente con el retorno de la democracia en 1983. [cita requerida]
En 1984, se traslada a Tucumán para graduarse, más tarde, de abogado, en Universidad Nacional de Tucumán. Su carrera diplomática comenzó en 1994 cuando ingresó en el Instituto del Servicio Exterior de la Nación, a instancias del Jorge José Torres, su profesor de Derecho Internacional Público de la Universidad, quien lo había estimulado a presentarse en el concurso público de ingreso en la diplomacia.
Su primera misión fue colaborar en la profundización de las relaciones entre la Cancillería y el Congreso Nacional, bajo las instrucciones del Secretario de Relaciones Institucionales, Daniel Castruccio.
[cita requerida]

## El Regreso
En 2009, el presidente italiano Giorgio Napolitano le otorga la «Orden de la Estrella de la Solidaridad Italiana», en el grado de comendador. 

## Vicecanciller de la Nación
El mayor ascenso en la carrera diplomática de Zuain se produjo al ser designado como Secretario de Relaciones Exteriores, cargo popularmente conocido como vicecanciller en 2011.
En su gestión, se destacan la continuidad del reclamo histórico de la Argentina por la causa Malvinas, la consolidación de espacios de integración latinoamericana como la CELAC, la Cooperación Sur-Sur, así como también la consolidación de vínculos con países como la India y China, con áreas de colaboración agrícolas y económicas. Apoyó el ingreso de Bolivia al Mercosur. Su gestión también estuvo marcada por las negociaciones con los holdout.
En 2015, Zuain es nombrado embajador, el rango más alto de la carrera diplomática, lo cual es aprobado por aclamación por la comisión de acuerdos del Senado argentino.

## Embajador en Paraguay y causa judicial
En 2016, Zuain es nombrado embajador en el Paraguay por el presidente Mauricio Macri, con especial atención al intercambio comercial, la vinculación con los argentinos residentes allí, la integración fronteriza y la promoción de la cultura argentina. Ese mismo año, el gobierno del Líbano lo distingue con el «Premio Energía de la Diáspora Libanesa por el conjunto de su obra».
En su paso por Paraguay, Zuain tuvo un altercado con la presidenta de la Asamblea Legislativa de las Islas Malvinas, Phyllis Rendell, a quien llamó turista británica con una actitud provocadora hacia la Argentina. En aquella ocasión, Zuain defendió al presidente Macri. También durante su período como embajador tuvo que encargarse de temas como la Hidrovía Paraguay-Paraná.
La diputada Elisa Carrió, perteneciente a Juntos por el Cambio, visita Asunción, en 2017 y y se arroga facultades de investigar corrupción en un país hermano y soberano. Denuncia haber sido espiada, en Paraguay por servicios secretos macristas. 
En una clara operación política, critica a Eduardo Zuain y al ex canciller Timerman, quien fue su ladero político en el pasado, y decide presionar a Macri para que lo remueva de la embajada argentina en Asunción.
Ya de regreso a la Argentina, Zuain fue involucrado en la causa judicial (Lawfare) por el memorándum de entendimiento Argentina-Irán, junto con otros funcionarios como la misma Cristina Fernández de Kirchner, Héctor Timerman, de quien fue vicecanciller, entre otros funcionarios. La acusación era que se pretendía impunidad para los iraníes acusados de planear la voladura de la mutual judía en Buenos Aires.
El 7 de octubre de 2021, el Tribunal Oral 8, que entendía en la causa, decidió por unanimidad el sobreseimiento de todos los imputados, incluso Eduardo Zuain. Éste interpretó esta causa como persecución del gobierno de Macri y como un intento de negar el derecho de la Argentina a esclarecer ese atentado y tener una política exterior independiente, así como disciplinar a la dirigencia política que se opone a la sumisión del país a poderes extranjeros, en sus propias palabras.

## Embajador en Rusia
Con el triunfo de la fórmula del Frente de Todos, integrada por Alberto Fernández y Cristina Fernández de Kirchner, en 2019 Zuain es nombrado, dentro de la cancillería argentina, director del Instituto del Servicio Exterior de la Nación, que tiene por misión incorporar y formar a los futuros diplomáticos.
Sin embargo, en menos de un año, Fernández lo nombra embajador en Rusia, con concurrencia en Bielorrusia, Turkmenistán, Kirguistán, Uzbekistán y Kazajistán. Estando en curso la pandemia de COVID-19, y habiendo declarado que su «sueño» es que la Argentina produzca la vacuna Sputnik V, Zuain arriba a Moscú el 23 de marzo de 2021.